# Loi de la jungle
Ne doit pas être confondu avec La loi de la jungle.

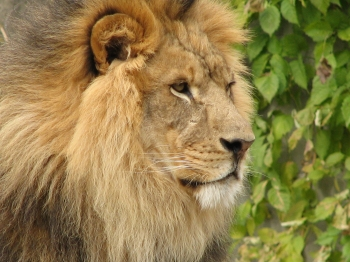
Lion dans un zoo

La loi de la jungle est une expression ayant pris le sens « chacun pour soi », « tout est permis », « survie du plus apte », « loi du plus fort », à l'inverse de l'expression initialement introduite par Rudyard Kipling dans Le Livre de la jungle.
L'Oxford English Dictionary définit la loi de la jungle comme « le code de survie de la vie dans la jungle, actuellement généralement utilisé en référence à la supériorité de la force brute ou de l'intérêt personnel dans la lutte pour survivre ».

## LeLivre de la jungle
Dans le Livre de la jungle, Rudyard Kipling utilise l'expression pour décrire un ensemble de règles suivies par les loups et d'autres animaux dans les jungles d'Inde. Elle est notamment enseignée par l'ours Baloo aux jeunes de toutes les espèces, et elle permet notamment de réglementer les relations inter-espèces. Paradoxalement, elle est donc à l'opposé du sens courant de l'expression.
Au chapitre deux du Second Livre de la jungle, Rudyard Kipling a écrit un poème sur la loi de la jungle vue par les loups.